# Саенко, Валерий Феодосьевич
Валерий Феодосьевич Саенко (род. 11 мая 1941, с. Терны Сумской области) — украинский советский ученый в области хирургии и трансплантологии, член-корреспондент Национальной академии наук Украины (1991) и Академии медицинских наук Украины (1993).

## Биография
Родился 11 мая 1941 г. в с. Терны Сумской области в семье врачей. Продолжая семейную традицию, поступил в Харьковский медицинский институт, который окончил с отличием в 1964 г. Работал врачом-хирургом Богодуховской районной больницы Харьковской области. Затем — учёба в аспирантуре при Харьковском НИИ общей и неотложной хирургии, защита диссертации на тему «Селективная ваготомия в хирургическом лечении язвенной болезни желудка и двенадцатиперстной кишки», работа старшим научным сотрудником в Киевском НИИ гематологии и переливания крови.
С 1972 г., когда в Киеве был основан Институт клинической и экспериментальной хирургии АМН, Валерий Феодосиевич возглавляет там отделение хирургии желудочно-кишечного тракта. В 1980 г. ученый защищает докторскую диссертацию «Хирургическое лечение и профилактика демпинг-синдрома». В 1989 г. он становится директором Института клинической и экспериментальной хирургии АМН. Одновременно возглавляет кафедру хирургии и трансплантологии Национальной медицинской академии последипломного образования им. П. Л. Шупика.

## Научные достижения
С именем В. Ф. Саенко связано немало выдающихся достижений отечественной медицины в области хирургии пищеварительного канала. Под его руководством выработаны новые подходы к диагностике гиперсекреторных состояний оперированного желудка, обоснованы методы хирургических операций при пептической язве различного генеза, хирургической коррекции демпинг-синдрома. Он и представители его школы внесли большой вклад в разработку методов оперирования пилородуоденальной язвы, интраоперационного контроля качества выполнения селективной проксимальной ваготомии, в обоснование возможности сохранения привратника у больных с замкнутым стенозом двенадцатиперстной кишки, в совершенствование тактики лечения перфоративной язвы желудка и двенадцатиперстной кишки. Работы по хирургическому лечению язвенной болезни желудка и двенадцатиперстной кишки удостоены Государственной премии СССР за 1987 год.
Свидетельством многогранности научных интересов И. Ф. Саенко является его достижения в разработке принципов лечения наружного свища пищеварительного канала, опухолей поджелудочной железы. На основании результатов экспериментальных исследований предложены новые виды оперативных вмешательств в случаях хронической непроходимости; разработаны и патогенетически обоснованы методы лечения сепсиса, внедрены в хирургию методы антибактериальной терапии, произведено принципы реабилитации пациентов с заболеваниями пищеварительной системы.
Под руководством ученого институт развивает и совершенствует научные поиски в области хирургического лечения болезней желудка, кишечника, печени, желчных путей, поджелудочной железы, портальной гипертензии, а также в области хирургии сосудов и сердца, трансплантологии и тому подобное. Широко представлены способы функциональной диагностики и рентгенохирургии, которые соответствуют мировым стандартам.
В. Ф. Саенко — автор более 400 работ, среди которых 12 монографий и 58 изобретений. Немало внимания уделяет он подготовке будущей смены. Под руководством ученого защищено 11 докторских и 20 кандидатских диссертаций.
Научную, педагогическую и лечебную работу Валерий Феодосиевич сочетает с активной общественной деятельностью. Он — председатель Республиканской проблемной комиссии по хирургии, председатель Специализированного совета по защите докторских диссертаций, член Ассоциации хирургов им. М. И. Пирогова, почетный член Краковского общества хирургов им. Ридигера, главный редактор научно-практического журнала «Клиническая хирургия», член редколлегии журнала «Госпитальная хирургия».

## Награды и почетные звания
Награждён орденами «За заслуги» ІІ и ІІІ степеней, заслуженный деятель науки и техники Украины (1993), лауреат государственных премий СССР (1987) и Украины (2005) в области науки и техники.